# Prychia maculata
Prychia maculata là một loài nhện trong họ Sparassidae.
Loài này thuộc chi Prychia. Prychia maculata được Ferdinand Karsch miêu tả năm 1878.